# Velódromo de Londres

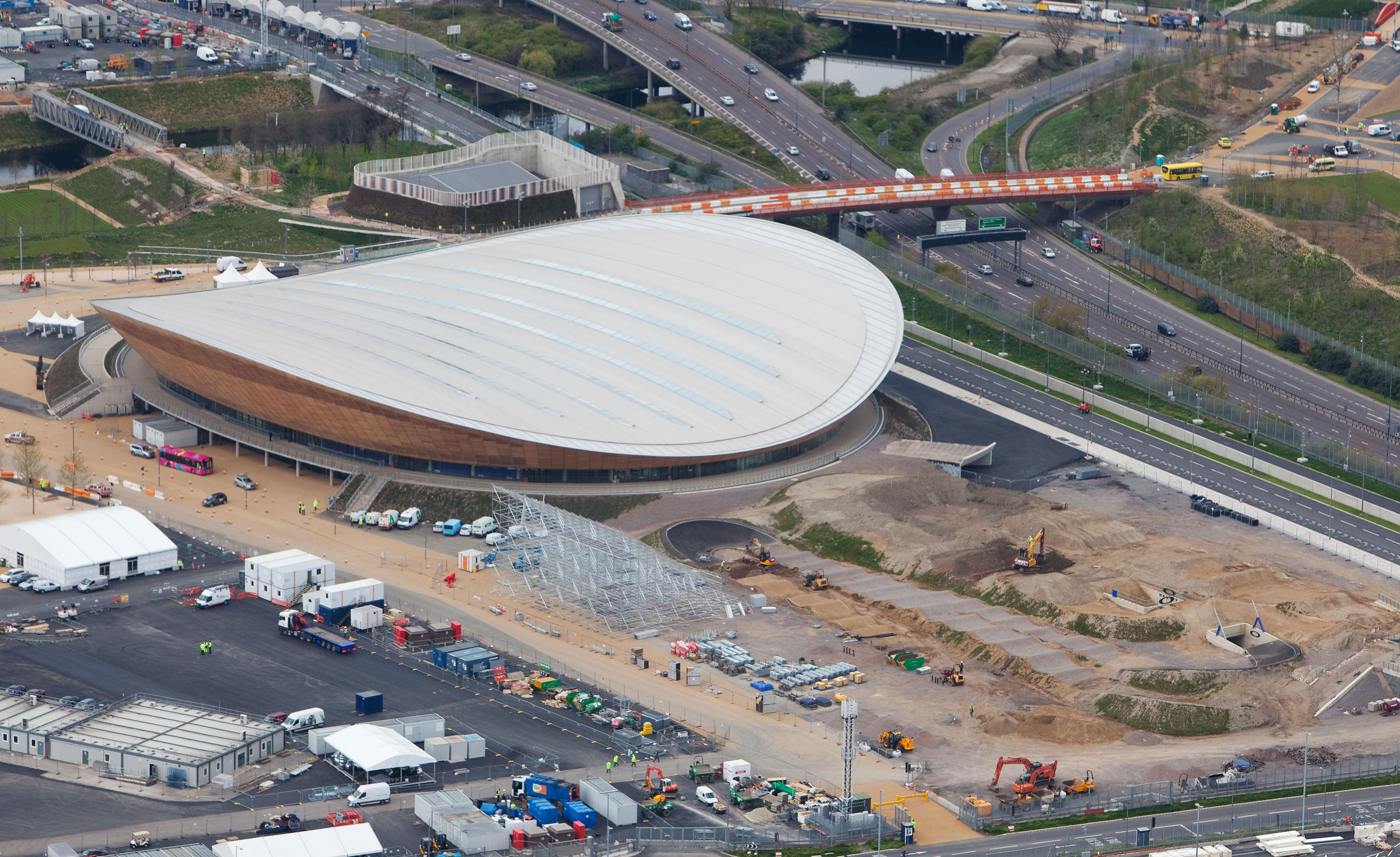
Velódromo de Londres en abril de 2012.

El Velódromo de Londres (en inglés: London Velopark) es un velódromo construido en el Parque Olímpico, en Londres, municipio de Newham de Londres para los Juegos Olímpicos de 2012.  Tiene una capacidad para 6.000 personas. Su construcción se inició en 2009 y terminó en el 2011, fue inaugurado en 2012. Los arquitectos son Hopkins Architects, Grant Associates. El costó de la construcción fue de £37 millones.